# Tincques
Tincques ist eine französische Gemeinde mit 808 Einwohnern (Stand 1. Januar 2022) im Arrondissement Arras des Départements Pas-de-Calais. Sie liegt im Kanton Brebières und ist Mitglied des Kommunalverbandes Campagnes de l’Artois.
|                         | Chelers | Villers-Brûlin |
| Bailleul-aux-Cornailles | Kompass |                |
| Averdoingt              | Penin   | Berles-Monchel |

## Sehenswürdigkeiten
- Kirche Saint-Hilaire

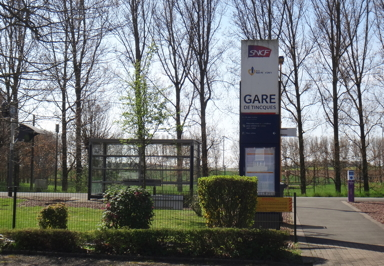
Bahnhof